# Amelia Curran

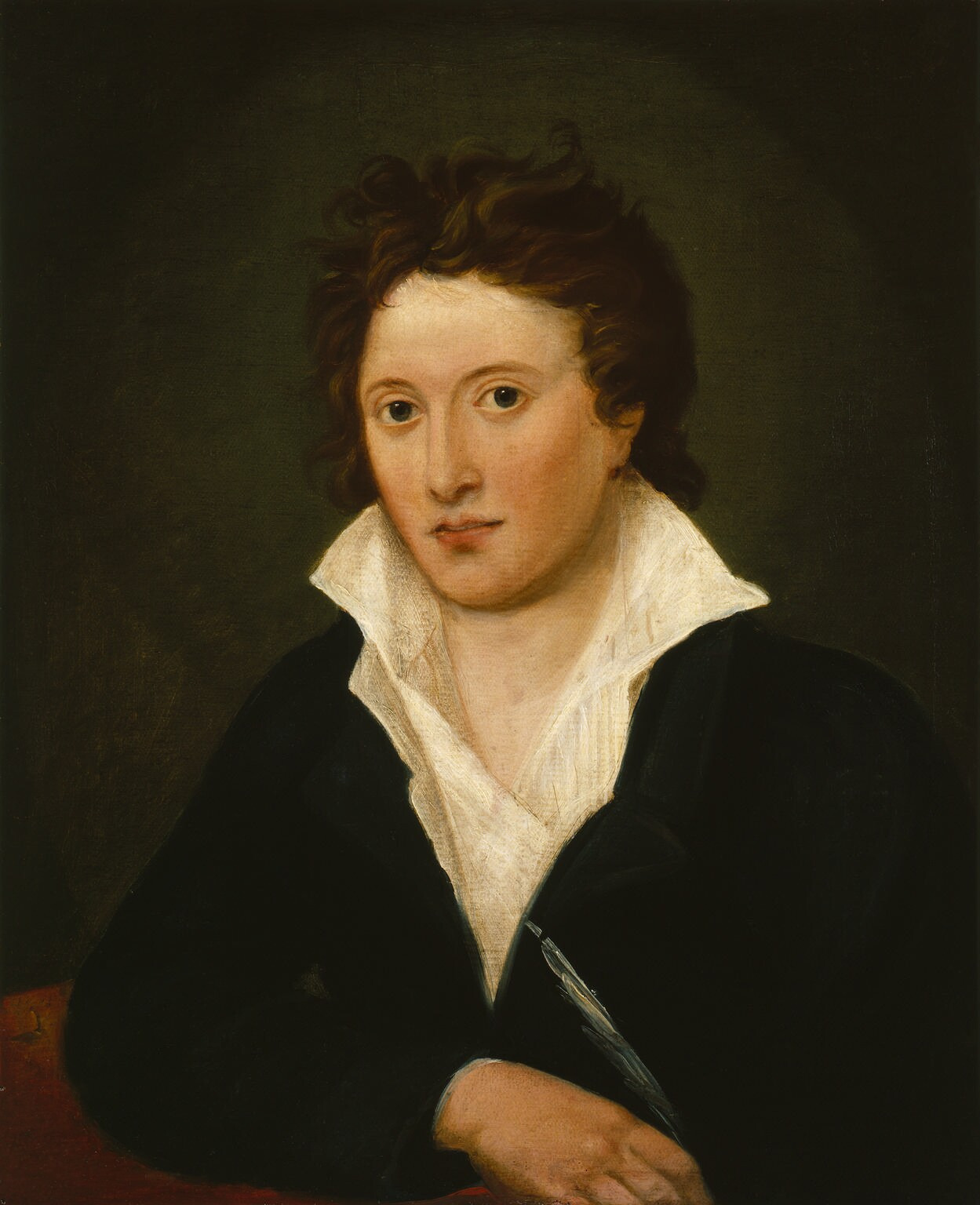
Amelia Curran, Retrato de Percy Bysshe Shelley, 1819.

Amelia Curran (1775 – 1847) fue una pintora irlandesa. Era la hija menor del abogado John Philpot Curran y de su esposa, Sarah Creagh. Su hermana, Sarah Curran, era la prometida de Robert Emmet.
Amelia formó parte de la Iglesia de Irlanda durante los primeros años de su vida. 
En 1810, a través de su padre, conoció a William Godwin y a Aaron Burr. Poco después conoció a quien sería su amigo durante toda su vida, el poeta Percy Bysshe Shelley. La primera esposa de Shelley, Harriet, no le tenía estima, ya que creía que flirteaba con su esposo. 
En 1812, cuando Percy Shelley viajó a Irlanda a realizar una campaña en contra de las injusticias cometidas por los británicos, Amelia fue su compañera de viaje, y lo presentó con su padre, uno de los líderes de la causa. Más tarde viajó a Roma y trabó amistad con la segunda esposa de Shelley, Mary.
En 1821, se mudó a Nápoles, en donde se convirtió al catolicismo. Se mudó a París al año siguiente, en donde se rumoreó falsamente que había contraído matrimonio y luego se había separado de un hombre. Regresó a Roma en 1824, en donde pasó el resto de su vida. 
Realizó retratos de Shelley varias veces. Se encuentran entre las pocas pinturas de Shelley hechas durante su vida, y las únicas de su adultez. Se destacan por sus características particulares, y su llamativa similitud con el retrato de Guido Reni de Beatrice Cenci, la cual era una de las pinturas favoritas del poeta. Tres de sus retratos se encuentran en la National Portrait Gallery, de Londres. También realizó copias de varias Madonnas del Renacimiento.
Falleció en 1847 en Roma, y fue enterrada en la Iglesia St. Isidore. El que sería el Cardenal Newman celebró su misa funeral.